# اوساکا اکسپرس
اوساکا اکسپرس (به انگلیسی: Osaka Express) یک کشتی است که طول آن ۳۳۵ متر (۱٬۰۹۹ فوت) می‌باشد. این کشتی در سال ۲۰۰۷ ساخته شد.